# Торговица (Кировоградская область)
Торго́вица (укр. Торговиця) — село в Новоархангельской поселковой общине Голованевского района Кировоградской области Украины. Расположено на берегу реки Синюха (левый приток реки Южный Буг), на противоположном берегу — Новоархангельск.
Население по переписи 2001 года составляло 2534 человека. Почтовый индекс — 26106. Телефонный код — 5255. Код КОАТУУ — 3523687701.

## История
В 1791 здесь образовалась Тарговицкая конфедерация.
В XIX веке местечко Торговица было волостным центром Торговицкой волости Уманского уезда Киевской губернии. В местечке была Николаевская церковь. До 2020 года село входило в Новоархангельский район.

## Галерея

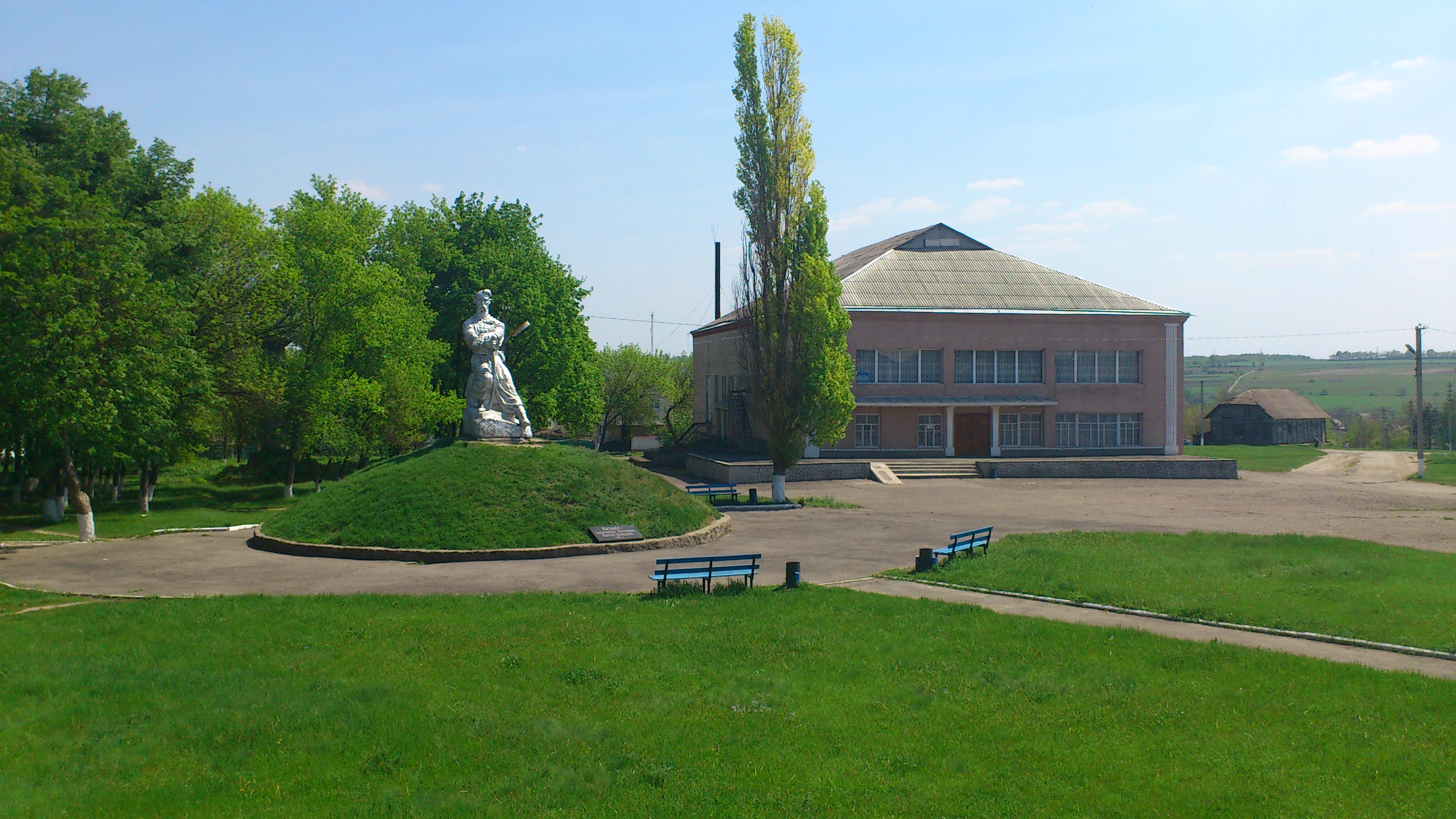
Дом культуры и памятник казаку
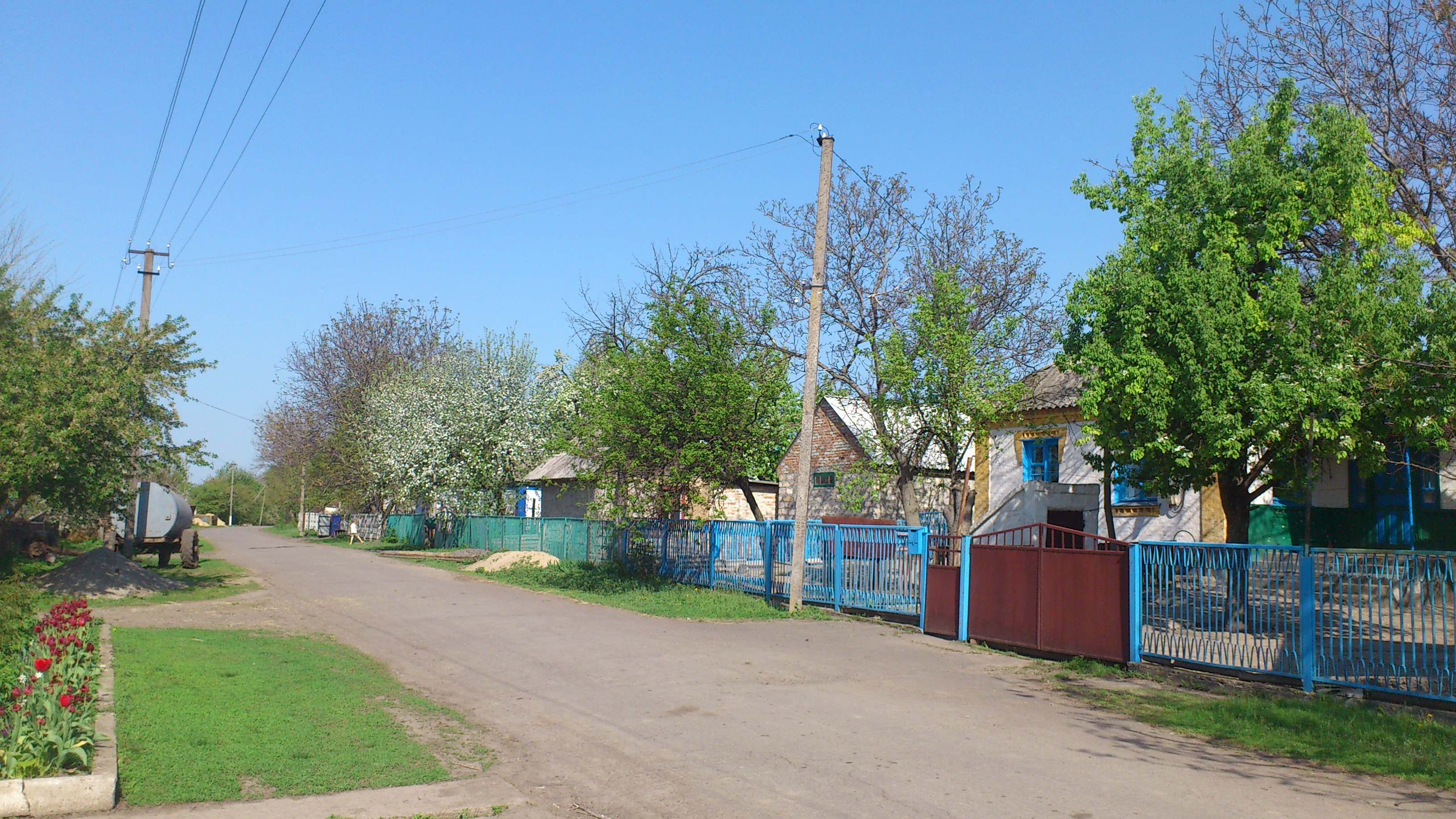
На улице Котовского
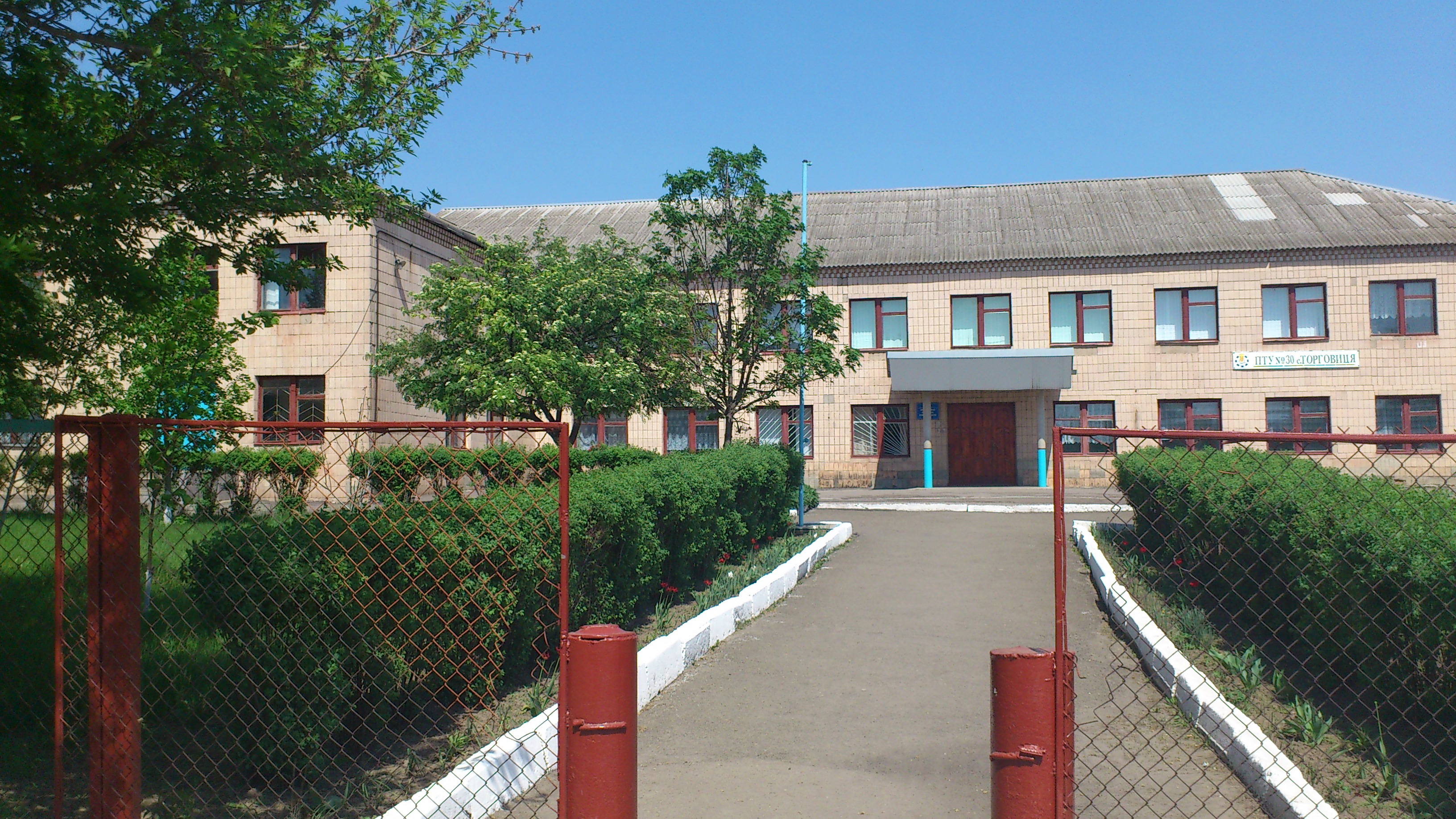
ПТУ № 30
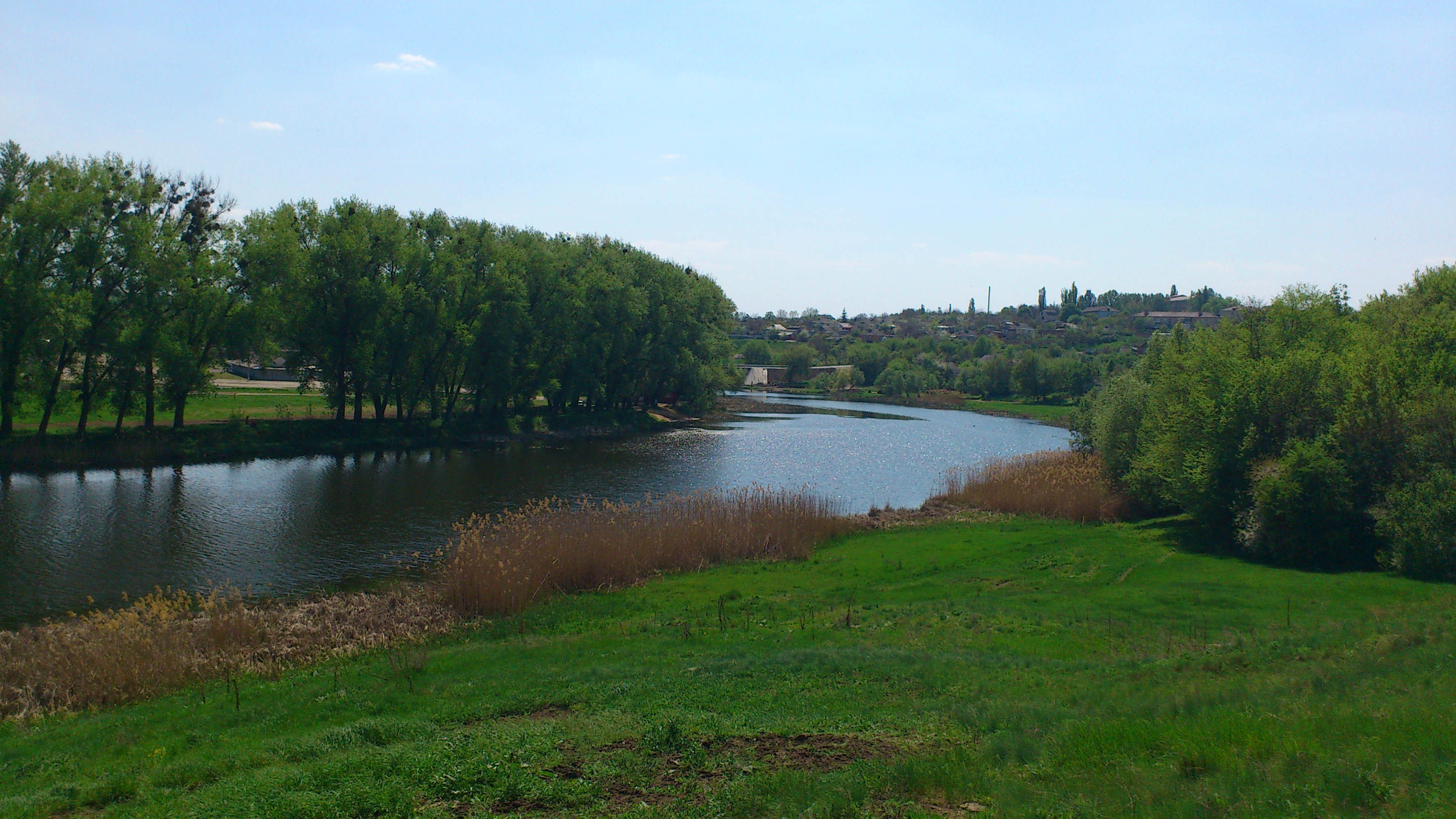
Река Синюха